# Golemanite
Golemanite (bułg. Големаните) – wieś w Bułgarii, w obwodzie Wielkie Tyrnowo, w gminie Wielkie Tyrnowo. W 2024 roku liczyła 26 mieszkańców.